# Assemblée préfectorale de Hokkaido
 (juin 2025).
32e législature
Le Parlement de la préfecture de Hokkaidō (大阪府議会, Hokkaidō gikai) est l'organe législatif de la Préfecture de Hokkaidō. Comme dans toutes les préfectures, il est élu pour quatre ans, par vote unique non transférable dans des districts électoraux avec un ou plusieurs sièges. Il est responsable pour rédiger et mettre en œuvre les décisions de la préfecture, pour l'approbation du budget et pour les nominations administratives importantes au sein du gouvernement de la préfecture, y compris les vice-gouverneurs de la préfecture. L'assemblée a 100 membres, élus pour des mandats de 4 ans.

## Histoire
L’assemblée de Hokkaidō trouve est fondée en 1901, lorsque la Loi sur l’Assemblée de Hokkaidō et la Loi sur les finances locales de Hokkaidō sont promulguées au mois de mars. La première élection des membres de l’assemblée a lieu le 10 août 1901, avec un effectif de 35 membres élus pour un mandat de trois ans. La toute première session de l’assemblée se tient le 21 octobre 1901 dans un gymnase provisoire appartenant à l’ancien collège public de Sapporo (aujourd’hui lycée Sapporo Minami (ja)).
À l’issue de la Seconde Guerre mondiale, le système local japonais est profondément réformé. Le 30 avril 1947 se déroule la première élection de l’après-guerre pour désigner les membres de l’assemblée, désormais au nombre de 81. Le 3 mai suivant, avec l’entrée en vigueur de la Constitution japonaise et de la Loi sur l’autonomie locale, l’institution prend officiellement le nom de Hokkaidō gikai (Assemblée préfectorale de Hokkaidō).
Le bâtiment de l’assemblée (議事堂) connaît plusieurs étapes de développement. La partie abritant la salle des débats est achevée en 1951, et l’ensemble des bureaux administratifs l’est en 1952. Cette même année est organisée une cérémonie commémorant le 50e anniversaire de l’assemblée. Le bâtiment est agrandi par la suite à plusieurs reprises : côté ouest en 1957, au sud-ouest en 1962, puis au nord-ouest en 1964.
Dans les années 1990, un projet de reconstruction est envisagé : une décision de reconstruction est prise en décembre 1995, un concours de design est lancé en 1996, mais le projet est gelé dès 1997 en raison de difficultés budgétaires. Ce n’est qu’en 2013, face au vieillissement du bâtiment et à des problèmes de sécurité sismique, que les discussions sont relancées. Un nouveau plan directeur est adopté en 2014.
Les travaux du nouveau bâtiment de l’assemblée débutent en mars 2018. La conception est assurée par le groupement d’architectes Nihon Sekkei–Dōcon, tandis que les travaux sont confiés à plusieurs entreprises, dont Taisei Kensetsu, Itō-gumi Doken, Miyasaka Kensetsu Kōgyō, Iwata Chizaki Kensetsu, Iwakura Kensetsu et Tanaka-gumi. Le 1er juin 2020, le nouveau bâtiment entre officiellement en service.

## Historique des élections
Lors de la création de l'assemblée, la durée du mandat des représentants était de 3 ans. La durée du mandat a été élevée à 4 ans à partir des élections de la 6e législature le 10 aout 1916. Une exception est faite lors du mandat des représentants élus le 10 aout 1940 puisqu'il a duré jusqu'au 29 avril 1947.
| Législature | Élection     | Composition                                                                                  |
| ----------- | ------------ | -------------------------------------------------------------------------------------------- |
| 4e          | 10 aout 1910 | Groupe Kakushin (15) 革新 (kakushin) Groupe Taishō (13) 大正 (taishō) Indépendants (7)       |
| 3e          | 10 aout 1907 | Groupe Shōgetsu (23) 松月 (shōgetsu) Groupe Marushin (12) 丸新 (marushin)                    |
| 2e          | 10 aout 1904 | Manque d'informations                                                                        |
| 1re         | 10 aout 1901 | Faction de la mer (17) 海派 (umi-ha) Faction de la terre (17) 陸派 (riku-ha) Indépendant (1) |